# Viviano Parravicini
Viviano Parravicini (Florencia, 13 de abril de 1914-†Buenos Aires, 1998) fue un profesor de filosofía y letras, traductor y ensayista argentino de origen italiano.

## Biografía
Descendiente del marqués Giacomo Parravicini de Casanova (1804-1882) que se estableció en Argentina como cónsul del Imperio Austrohúngaro (su hijo Rinaldo casó con Rafaela Romero, hija del médico de Juan Manuel de Rosas, padres del célebre Florencio Parravicini); Viviano y su hermano gemelo Pinello Parravicini (1914-2006), bautizados en honor de sus antepasados medievales homónimos eran hijos del doctor Raimundo Parravicini, ministro plenipotenciario argentino ante la Santa Sede,
Profesor Filosofía y Letras de la Universidad de Buenos Aires enseñó italiano y latín en diferentes universidades y colegios.
Fue Secretario General del Fondo Nacional de las Artes y como jefe de programación de Radio Nacional (Argentina) entre 1956-65 fue un entusiasta difusor de la cultura musical erudita. Se desempeñó como director del Teatro Coliseo de Buenos Aires.
Tradujo al castellano piezas de teatro como Enrique IV (Pirandello), Don Juan de Henry de Montherlant y otros títulos. 
El gobierno italiano lo hizo Caballero de la Orden al Mérito de la República Italiana en 1966 y en 1968 se hizo acreedor al Primer Premio Gherardo Marone.
Fue jurado en la categoría letras del Premio Konex.
ver también
- Florencio Parravicini (1876-1941)

- Benjamín Solari Parravicini (1898-1974)